# Natromontebrasite
La natromontebrasite è un minerale non più riconosciuto dall'IMA dal 2007 perché è una miscela di	ambligonite, lacroixite e wardite.